# Marcos García Cristóbal
Marcos García Cristóbal (Madrid, 1974) es un comisario de arte, exposiciones y gestor cultural español.

## Biografía
Licenciado en Bellas Artes por la Universidad Complutense de Madrid, entre septiembre de 2006 y 2013 fue responsable de la programación de contenidos y de la coordinación de las líneas de trabajo de Medialab-Prado de Madrid, junto a Laura Fernández Piñar. Después pasó a ocupar la dirección del centro municipal hasta enero de 2021 cuando el Ayuntamiento de Madrid no renovó su contrato.
Su experiencia en la creación del programa Interactivos en Medialab-Prado entre 2004 y 2006 y su posterior desarrollo le ha permitido participar en foros nacionales e internacionales sobre cultura digital, reflexionando acerca del funcionamientos de los mecanismos de participación y su relación con proyectos de autogestión entre los que se encuentra Free Culture Research Workshop, en el Berkman Center de la Universidad de Harvard; también ha comisariado diversas exposiciones como en la Haus der Kulturen der Welt de Berlín o en talleres de producción colaborativa de instituciones como la Universidad de Salamanca y es profesor en el máster en Gestión Cultural de la Universidad Carlos III de Madrid.